# Acacia amythethophylla
Acacia amythethophylla är en ärtväxtart som beskrevs av Achille Richard. Acacia amythethophylla ingår i släktet akacior, och familjen ärtväxter. Inga underarter finns listade i Catalogue of Life.